# Świadectwo wzorcowania

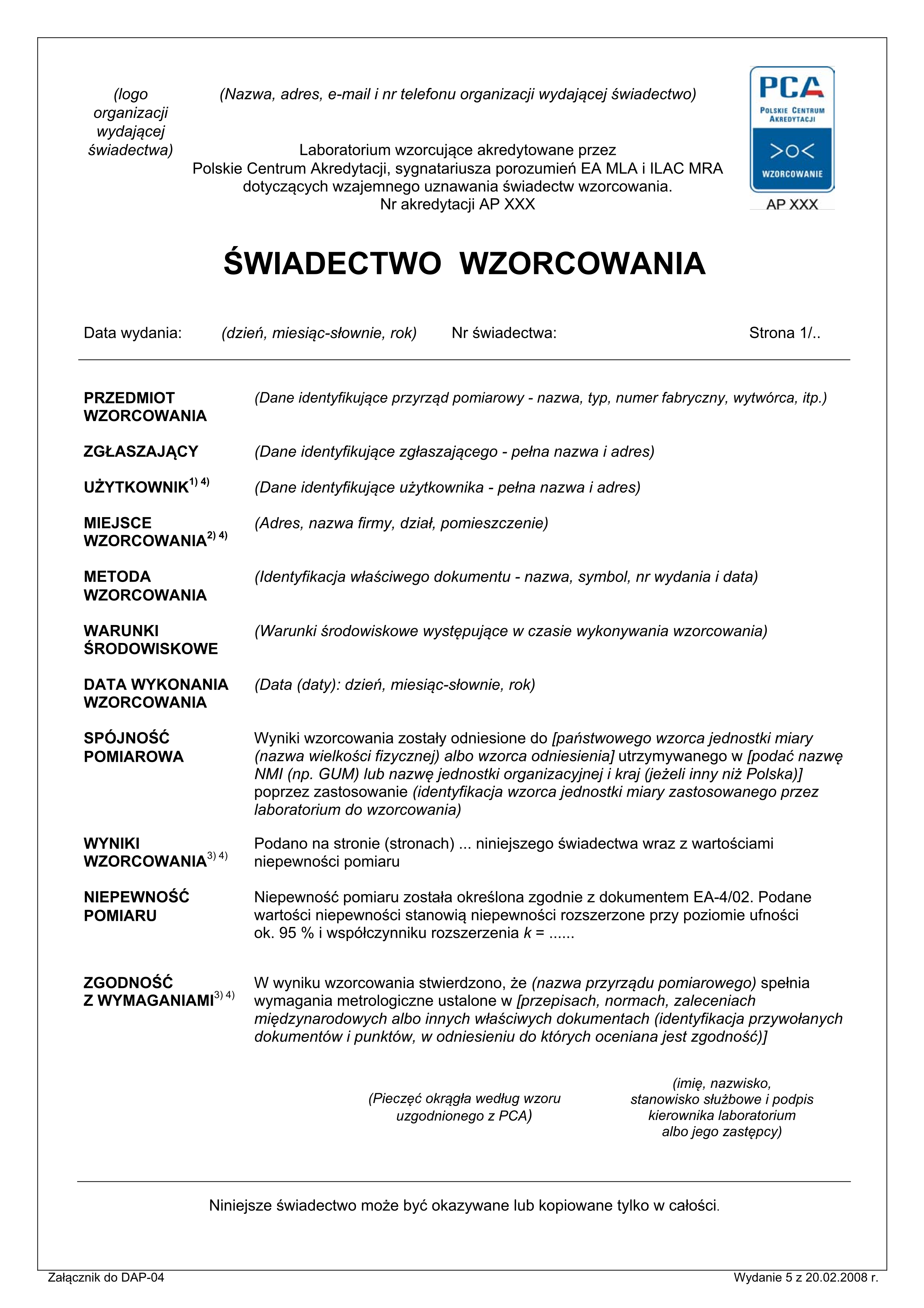
Wzór Świadectwa Wzorcowania laboratorium pomiarowego akredytowanego przez PCA (pierwsza strona, 2008). Wzór Świadectwa jest ściśle zwymiarowany, sformalizowany i obligarytoryjny do stosowania przez wszystkie laboratoria akredytowane przez PCA.

Świadectwo wzorcowania (ang. Calibration Certificate, niem. Kalibrierschein) – oficjalny dokument wydawany zwykle przez narodowe instytuty metrologiczne (w Polsce: Główny Urząd Miar), organy administracji miar (w Polsce: Główny Urząd Miar, okręgowe urzędy miar i obwodowe urzędy miar), akredytowane lub nieakredytowane laboratoria pomiarowe (wzorcujące), zawierający wyniki wzorcowania przyrządu pomiarowego i poświadczający, że wzorcowany przyrząd spełnia określone wymagania metrologiczne.
Tworzy się je na podstawie protokołu wzorcowania.
Świadectwo wzorcowania jest jednym z podstawowych dokumentów umożliwiających zachowanie spójności pomiarowej.

## Zawartość i zapisy w świadectwie wzorcowania
Typowe świadectwo wzorcowania wydawane w Polsce zwykle zawiera zapis na temat zgodności wzorcowanego przyrządu z wymaganiami metrologicznymi ale może także nie zawierać takiego zapisu.
Takie poświadczenie laboratorium pomiarowe może wydać tylko, gdy spełnione są razem dwa warunki:
- suma wartości bezwzględnej błędu oraz niepewności rozszerzonej pomiaru jest mniejsza bądź równa wyspecyfikowanej tolerancji we wszystkich punktach pomiarowych

oraz gdy
- stosunek niepewności rozszerzonej pomiaru do wyspecyfikowanej tolerancji we wszystkich punktach pomiarowych jest odpowiednio mały (zaleca się aby znacząco przekraczał on wartość 1:10 i nie był mniejszy od wartości 1:3). W przypadku niespełnienia tego punktu zwykle umieszcza się zastrzeżenie co do niemożności wydania opinii o zgodności z wymaganiami metrologicznymi właśnie z uwagi na ten fakt.

Oceny takiej nie wydaje się także w przypadku, gdy nie są dostępne materiały specyfikujące tolerancję przyrządu w poszczególnych punktach pomiarowych lub gdy klient zlecający wzorcowanie sobie tego nie życzy (np. gdy przyrząd nie spełnia danej specyfikacji, ale jego dokładność jest wystarczająca dla celów klienta). W takim przypadku świadectwo wzorcowania poświadcza tylko rzeczywiste parametry metrologiczne badanego obiektu.
Świadectwo wzorcowania może także nie zawierać wyników wzorcowania, a tylko zapis poświadczający spełnienie warunków metrologicznych. Zdarza się to w przypadku, gdy zlecającego wzorcowanie nie interesuje poświadczenie konkretnych wartości, a tylko stwierdzenie faktu, że przyrząd jest sprawny i może być użyty do pomiarów z dokładnością deklarowaną przez jego producenta (lub innymi specyfikacjami). Jednak nawet wtedy musi ono zawierać odwołanie do protokołu wzorcowania (dokumentu wewnętrznego laboratorium pomiarowego), w którym przechowywane są szczegółowe zapisy dotyczące wyników tego konkretnego wzorcowania.
W latach 2001–2003, pod wpływem rozpowszechnienia się znajomości normy PN-EN ISO/IEC 17025, zaprzestano w Polsce umieszczania na świadectwach wzorcowania punktu "OKRES WAŻNOŚCI ŚWIADECTWA". Przyjmuje się generalnie, że czaso-okresów wzorcowań nie ustalają laboratoria wzorcujące lecz sami użytkownicy przyrządów pomiarowych na podstawie długookresowych obserwacji tych przyrządów. Jednak norma PN-EN ISO/IEC 17025 (zgodnie z zasadą "klient nasz pan") dopuszcza możliwość umieszczenia takiego punktu na życzenie zgłaszającego (określone w zgłoszeniu/ zleceniu/ zamówieniu wzorcowania). W tym przypadku laboratorium może zamieścić punkt "OKRES WAŻNOŚCI ŚWIADECTWA" jako ostatni na pierwszej stronie świadectwa, tak jak to dawniej przed rokiem 2001 czyniły organy administracji miar w świadectwach uwierzytelnienia. Użytkownik przyrządów pomiarowych, nie posiadający wystarczającej wiedzy metrologicznej, może w ten sposób pozbyć się dodatkowych obciążeń związanych z samodzielnym dochodzeniem do wiedzy o czaso-okresach wzorcowań.

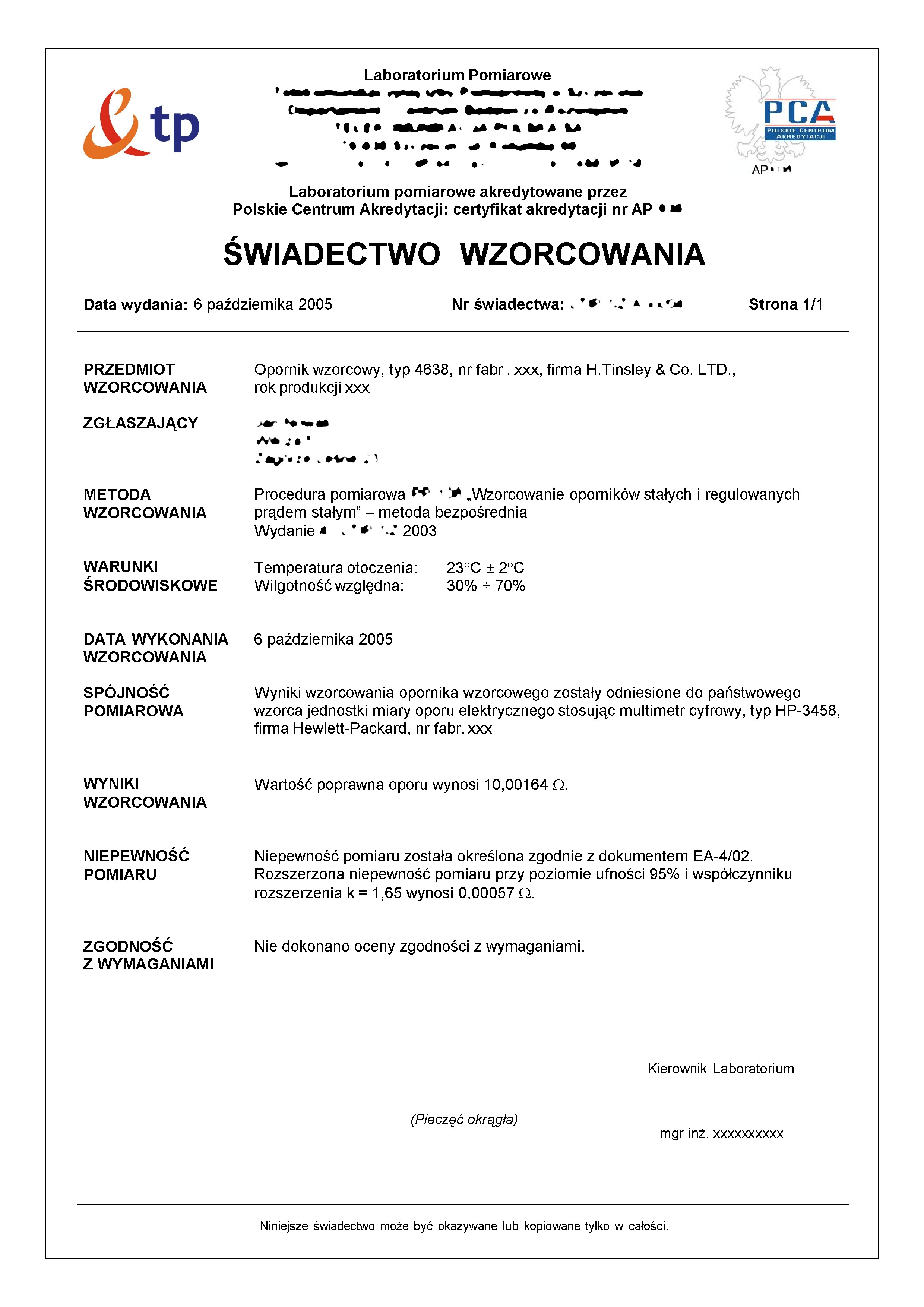
Przykładowa implementacja wzoru świadectwa (obowiązującego w 2003–2005) w konkretnym zastosowaniu, przez jednostkę akredytowaną przez PCA.

Szczegółowa zawartość (treść, istotne punkty) i graficzny wygląd świadectwa wzorcowania wykształciły się w drodze historycznej ewolucji. W Polsce miał na to wpływ zwłaszcza Główny Urząd Miar. Wymagania odnośnie do zawartości świadectw wzorcowania (certyfikatów kalibracji) zawiera norma PN-EN ISO/IEC 17025. Po utworzeniu PCA, opracowało ono (wzorując się na szablonie świadectwa uwierzytelnienia GUM) i okresowo aktualizuje swój własny wzór świadectwa (nawiązujący do dawniejszych wzorów ustanowionych przez GUM), który jest na tyle rozpowszechniony, że stosują go także organy administracji miar oraz nieakredytowane laboratoria pomiarowe.
Cechą wyróżniającą świadectwo wzorcowania wydane przez polskie akredytowane laboratorium wzorcujące jest znak akredytacji PCA, znajdujący się w prawym górnym rogu pierwszej strony. Natomiast cechą wyróżniającą świadectwo wzorcowania wydane przez polski organ administracji miar jest godło państwowe RP umieszczone w nagłówku pierwszej strony. Może się także zdarzyć, że organ administracji miar (np. dany okręgowy urząd miar) jest akredytowany przez PCA i wtedy na pierwszej stronie wydawanych przez niego świadectw wzorcowania jest zarówno godło państwowe jak i znak akredytacji. Świadectwa wzorcowania wydawane przez Główny Urząd Miar – mimo że nie posiada on akredytacji – są powszechnie uznawane (także przez PCA) za tak samo wartościowe jak świadectwa wydawane przez akredytowane laboratoria wzorcujące.

## Linki zewnętrzne

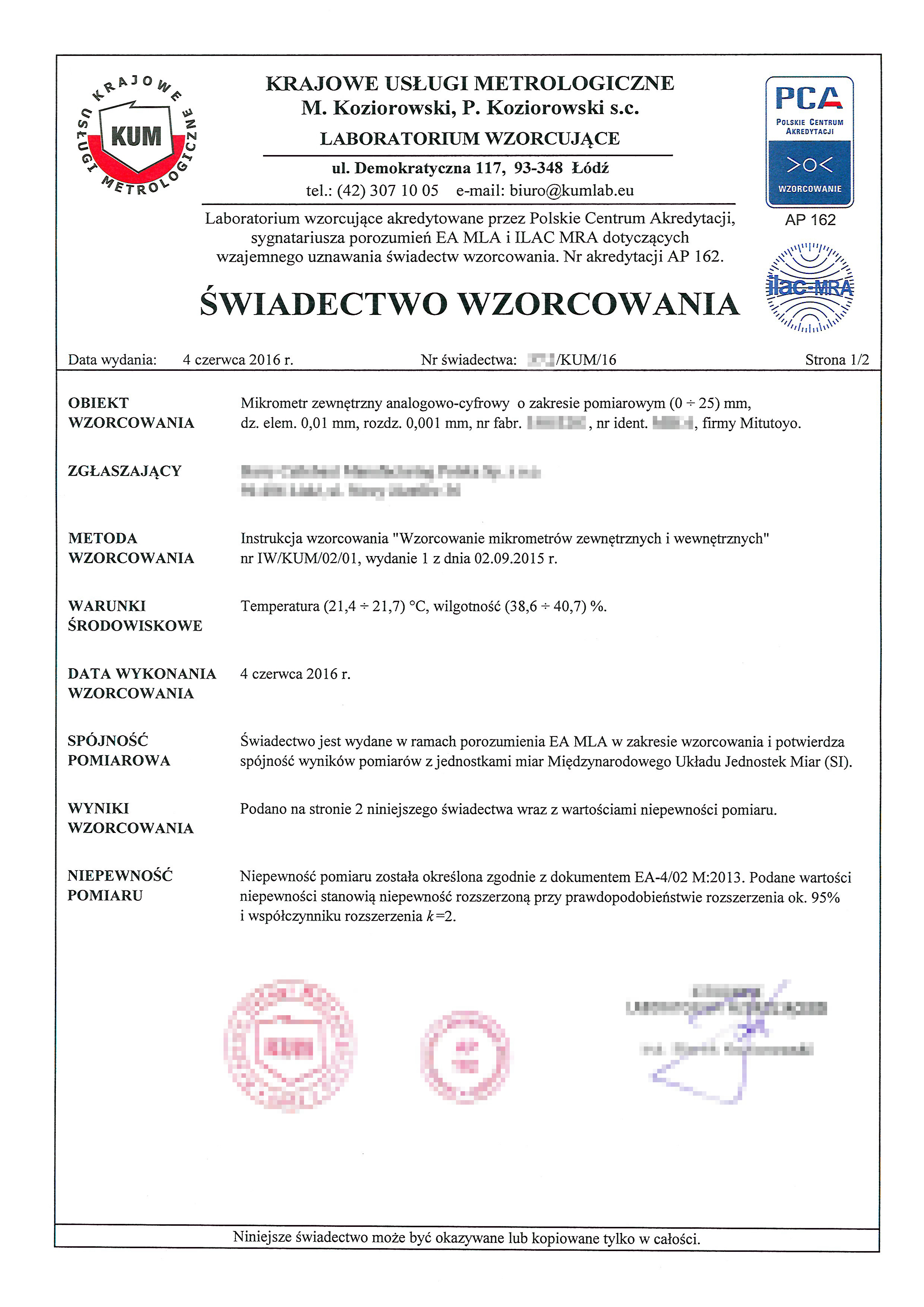
Przykładowa implementacja wzoru świadectwa ILAC PCA (obowiązującego od dnia 15.05.2016 r.) w konkretnym zastosowaniu, przez [http://www.kumlab.eu Akredytowane Laboratorium Wzorcujące nr AP 162 – Krajowe Usługi Metrologiczne s.c.